# 李光久
李光久，湖南湘乡人，清朝政治人物。
李光久曾于1899年接替蔡钧任苏松道道员一职，由曾丙熙接任。